# Smithfield Foods
Smithfield Foods. Inc. est le plus grand transformateur mondial de viande de porc,. Son quartier général mondial se trouve à Smithfield en Virginie aux États-Unis, avec des usines dans 26 États américains ainsi que dans neuf autres pays dans le monde.
La société Smithfield Foods élève 14 millions de porcs par an et transforme la viande de 27 millions de porcs. En 2006, la société a produit 2,68 millions de tonnes de viande de porc et de 630 000 tonnes de viande bovine.
Il appartient depuis septembre 2013 au groupe chinois WH Group,.

## Histoire
La société Smithfield Foods a débuté sous le nom Smithfield Packing Company, société qui est restée aujourd’hui sa principale filiale, et a grandi en acquérant des sociétés telles que : Farmland Foods, Eckrich, et Premium Standard Farms. Il existe aux États-Unis de nombreuses marques connues qui appartiennent à Smithfield Foods, parmi lesquelles : Butterball, John Morrell, Gwaltney, Patrick Cudahy, Krakus Ham, Cook's Ham et Stefano’s.
En 1998, l'entreprise s'installe en France avec le rachat de l'entreprise de charcuterie préemballée Société Bretonne de Salaisons (SBS) à Paribas, et des sociétés Jean d’Erguet et Charcuterie Imperator à la famille Ducatel. Smithfield France SAS, filiale française de Smithfield, voit alors le jour, et possède trois sites de production implantés à Lampaul-Guimiliau (SBS), Quimper (Jean D'Erquet) et Saint-Priest-en-Jarez (Imperator).
En 2004, la filiale française se porte acquéreur de Jean Caby et de son usine de Saint-André-lez-Lille, et se renomme alors Groupe Jean Caby. Elle acquiert également 22,4 % de l'entreprise espagnole Campofrío Alimentación S.A. et de sa filiale polonaise,.
En 2006, Smithfield Foods rachète la société Aoste, détenue par Sara Lee depuis 1996, et possédant en France les marques Aoste, Justin Bridou et Cochonou. Smithfields regroupe alors la marque Jean Caby et les 4 usines qu'il possédait au sein d'une entité nommée Groupe Aoste, qui regroupe les activités françaises de Smithfield.
En 2008, a lieu la fusion entre Campofrío Alimentación S.A. et la division européenne de Smithfield pour donner naissance au groupe Campofrío Food Group,.
En février 2009, la société annonce qu'elle prévoit de fermer aux États-Unis six fermes industrielles et de réduire le nombre de ses sociétés d'exploitation indépendantes de sept à trois.
Le 29 mai 2013, une entreprise chinoise spécialisée dans la production industrielle de viande, le groupe Shuanghui (devenu depuis WH Group), rachète Smithfield Foods pour 7,1 milliards de $, dette comprise,,.

## Controverses

### Pollution des réserves d'eau potable
La société Smithfield a fait l'objet de critiques pour les millions de litres de purin qu'elle produit et stocke, sans les traiter. De ce fait, sur une période de quatre ans et rien qu’en Caroline du Nord, 4,7 millions de litres de purin de porcs se sont retrouvées dans les cours d'eau de l’état. Les travailleurs et les résidents dans les environs des usines de la société Smithfield Foods ont signalé des problèmes de santé et se plaignent d’effluves constantes et insupportables provenant des déjections des porcs.
En 1997, en Virginie, la firme Smithfield Foods a reçu une amende de 12,6 millions de dollars pour violation du « Clean Water Act » ,. Cette amende est la troisième plus importante peine civile infligée par l’EPA (Environmental Protection Agency) en vertu de la loi sur les eaux. Elle s'élevait à 0,035% des ventes annuelles du groupe incriminé.
En Caroline du Nord, en 1999, l'industrie porcine a fait l’objet d’une enquête après que l'ouragan Floyd a inondé une grande partie de la partie orientale de l'état, y compris un certain nombre de bassins de stockages de purins. Beaucoup des fermes industrielles appartenant à la société Smithfield Foods ont alors été accusées de polluer les rivières de l'état ,. À la suite de l'ouragan Floyd, la société Smithfield Foods est entrée en négociation durant l'année 2000 avec Mike Easley, alors procureur général de la Caroline du Nord, pour un règlement à l’amiable pour financer le développement d’une gestion rationnelle et écologique des rejets et déchets des exploitations porcines en Caroline du Nord. Dans le cadre de ce règlement à l’amiable, la société Smithfield s’est engagée à verser 15 millions de dollars à l’université de Caroline du Nord (North Carolina State University) pour financer la recherche. En outre, la société a accepté de verser une contribution annuelle de 2 millions de dollars pour subventionner l'amélioration de l'environnement dans l'état.
Toujours en 1999, Smithfield a implanté une ferme industrielle en Pologne, avec les mêmes méthodes de production (la concentration des porcs) et les mêmes conséquences (l'impossibilité de traiter le trop-plein d'excréments). En 2003, à Byszkowo, une fosse s’est déversée dans le système d’eau potable de la ville, causant de multiples problèmes sanitaires.
Les abattoirs de la société Smithfield Foods ont fait l'objet de beaucoup moins de critiques que ses fermes industrielles et la question du fumier, qui est un sous-produit de la concentration élevée de porcs sans installations adéquates de traitement des eaux usées. Par conséquent, bon nombre de ses abattoirs ont été certifiés selon les normes ISO pour l’environnement (Organisation internationale de normalisation) .
En 2006, la filiale de production de porcs Murphy-Brown a convenu d'adopter de nouvelles mesures pour renforcer la protection de l'environnement dans ses fermes industrielles de porcs en Caroline du Nord. Ceci a fait l’objet d’un pacte qualifié d’historique par la Waterkeeper Alliance, historique puisque c’est l'une des domaines pour lesquels la société Smithfield Foods est la plus critiquée,.

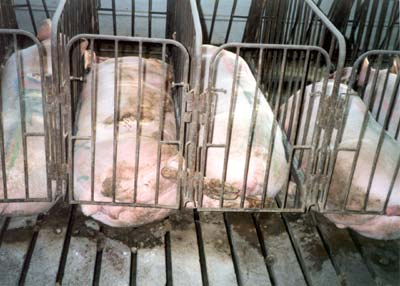
Truies en gestation, confinées dans une cage d'environ 2 m par 60 cm

Les mêmes problèmes ont été également signalés en Roumanie depuis 2004 à la suite de l'installation de fermes porcines par Smithfield

### Grippe A (H1N1) de 2009
Le groupe de fermes agricoles de La Gloria au Mexique est suspecté d'être à l’origine de l'épidémie de grippe porcine qui a eu lieu en 2009. Selon la presse mexicaine, les pratiques d'élevage des porcs par la société Smithfield Foods ont contribué à provoquer la propagation de la grippe porcine. Des photographies de la ferme industrielle Smithfield Foods de Granjas Carroll, Mexique, montrent des carcasses de porcs flottant au milieu d'excréments et de déchets. Les habitants de la région se plaignaient d’essaims de mouches autour des lieux de stockages du fumier. Des responsables de la santé mexicaine ont déclaré que cette espèce de mouche est connue pour se reproduire dans les déchets de porcs et que la flambée de grippe porcine peut être liée à ces élevages de porcs.
Un cas similaire de grippe porcine a également eu lieu en Roumanie à la suite de l'installation de Smithfield en 2004 et en 2007. Les fermes de la société ont été frappées par une épidémie de peste porcine, et ont subi une interdiction d'exportation vers l'Europe qui a duré jusqu'à janvier 2012.

### Travail et syndicats
L'usine de Smithfield Packing Tar Heel, Caroline du Nord, a été le siège d'un long litige entre la société et l’UFCW (United Food and Commercial Workers Union), car cette dernière avait tenté de réorganiser l'usine depuis plus d'une décennie. Les employés de l'usine ont voté contre le syndicat en 1994 et en 1997, mais la NLRB (National Labor Relations Board) a ensuite affirmé que le déroulement de l'élection avait été injuste et ordonné un nouveau scrutin. En 2006, la cour d’appel des États-Unis a tranché en faveur de la NLRB et Smithfield Foods a décidé de se conformer aux recommandations de la NLRB pour assurer une élection juste, mais ceci n’a pas été sans problèmes. Après une année et une longue série de manifestations publiques, de blocages, un certain nombre de protestations et une assemblée générale des actionnaires perturbée, l'UFCW a appelé au boycott des produits de Smithfield Foods. En octobre 2007, Smithfield contre-attaqua avec le dépôt d'une poursuite en justice contre la UFCW en accord avec la loi fédérale « RICO Act » . En octobre 2008, la UFCW et Smithfield Foods sont parvenus à un accord, en vertu duquel le syndicat a suspendu sa campagne de boycott en échange de l'abandon de sa poursuite en justice et de permettre une autre élection. Finalement, les 10 et 11 décembre, les travailleurs de l'usine ont voté à 2041 contre 1879 en faveur de l'adhésion à la UFCW, ce qui permit de clore une lutte longue de 15 ans,.
- En retard au travail, de 2 heures ou moins: 0,5 point
- En retard au travail, plus de 2 heures: 1 point
- maladie, avec justificatif du médecin: 1 point par jour
- maladie, sans justificatif du médecin: 2 points par jour
- Visite chez le médecin: 0,5 point
- Autres rendez-vous (soins dentaires, école, soins aux enfants, tribunal, etc.): 1 point

Dans ce système, accumuler trop de mauvais points peut conduire à la résiliation du contrat de travail. Mais comme les employés sont forcés de travailler plus de 10 heures par jour, 6 jours par semaine, ils sont contraints de prendre des points pour pouvoir s’occuper de leur famille et affaires en dehors du travail. En conséquence, de nombreux salariés accumulent trop de « mauvais points » et se font licencier par la société Farmland Foods Monmouth.